# حرب باردة (فلم)
حرب باردة  (بالإنجليزية: Cold War) هو فيلم دراما تاريخي 2018، من إخراج بافل بافليكوفسكي. أحداثه تقع في بولندا وفرنسا خلال الحرب الباردة من نهاية 1940s إلى 1960s، ويروي قصة ملحن موسيقي الذي يقع في حب مغنية شابة قد أكتشفها. الفيلم مستوحى قليلاً من حياة والدي بافل بافليكوفسك.
تلقى حرب باردة إشادة كبيرة من النقاد. وربح بافليكوفسك جائزة أفضل مخرج في مهرجان كان السينمائي 2018. ترشح الفيلم لثلاثة جوائز أوسكار: أفضل فيلم بلغة أجنبية وأفضل مخرج وأفضل تصوير سينمائي.

## بطولة
- جوانا كوليغ
- توماس كوت
- أجاتا كولسزا

## القصة
تاريخ العرض: 8 يونيو 2018 (المزيد) تصنيف العمل: دراما (المزيد)
قصة حب مستعرة بين اثنيْن طبائعهما شديدة التباين وينحدران من خلفيات اجتماعية مختلفة؛ فينعدم التطابق فيما بينهما تمامًا.. تنشأ قصة حبهما وتدور في خلفية الحرب الباردة خلال الخمسينيات، ما بين بولندا، برلين، يوغسلافيا وباريس.

## الميزانية والإيرادات
بلغت تكلفة إنتاج الفيلم حوالي 4.9 مليون $ بينما حقق أرباحا تقدر بـ 14.6 مليون $.

## روابط خارجية
- مقالات تستعمل روابط فنية بلا صلة مع ويكي بيانات
- الموقع الرسمي
- Cold War  في قاعدة بيانات الأفلام على الإنترنت (بالإنجليزية)

لا توجد روابط لمواقع التواصل الاجتماعي.